# Giovanni Gaddoni
Giovanni Gaddoni (Russi, 20 settembre 1914 – Paderno Dugnano, 20 agosto 2000) è stato un calciatore italiano, di ruolo attaccante.

## Caratteristiche tecniche
Gaddoni era un centravanti dotato di buona tecnica, fisico possente e fiuto del gol, capace di "fare reparto" praticamente da solo.

## Carriera
Cresce nel Russi, formazione romagnola di Prima Divisione, dalla quale passa alla Reggiana in Serie C, con cui mette a segno 8 reti in 19 partite nel campionato 1935-1936. Nel 1936 si trasferisce al Piacenza dove realizza 42 reti in due stagioni di Serie C, nelle quali gli emiliani ottengono un secondo posto (1936-1937) e perdono lo spareggio-promozione contro il Fanfulla l'anno successivo, nonostante il gol del vantaggio segnato proprio da Gaddoni.
Le sue prestazioni in maglia piacentina gli valgono il passaggio al Torino, espressamente voluto da Egri Erbstein dopo il fallimento delle trattative per Danilo Michelini. Con i granata esordisce in Serie A e disputa una buona stagione, siglando 11 reti. Al termine del campionato, tuttavia, viene ceduto all'Atalanta, con la quale vince il campionato di Serie B realizzando 25 reti (miglior marcatore stagionale per la formazione bergamasca). Anche nei due campionati seguenti con i bergamaschi si mantiene su buoni livelli, venendo poi acquistato dall'Ambrosiana-Inter. Con i neroazzurri milanesi mantiene la vena realizzativa, ma gli eventi della seconda guerra mondiale che interrompono i campionati gli impediscono di imporsi definitivamente.
Dopo il conflitto torna per una stagione al Piacenza, nella Serie B-C Alta Italia 1945-1946: mette a segno 12 reti in 22 partite e conquista il quarto posto nel girone A. A fine stagione viene ceduto al Genoa, ma numerosi infortuni ne frenano l'attività, anche nella successiva esperienza al Monza in Serie C. Dopo tre stagioni nella natia Russi, conclude la carriera nella Vimercatese, nelle serie minori.

## Palmarès

### Club

#### Competizioni nazionali
- Serie B: 1

Atalanta: 1939-1940